# 大和ガス
大和ガス株式会社（だいわガス、Daiwagas Co., Ltd. ）は、奈良県大和高田市に本社を置く大和高田市及び周辺市町村をエリアとする一般都市ガス事業者である。
2007年現在、近畿圏の都市ガス事業者としては大阪ガスに次ぐ規模の企業である。

## 営業エリア
- 大和高田市
- 橿原市
- 御所市
- 葛城市
- 高市郡明日香村

## グループ企業
- 大和ガス住宅設備株式会社

## 沿革
- 1957年 - 旧高田瓦斯株式会社設立。
- 1958年 - 大和高田市において都市ガス供給を開始する。
- 1959年 - 橿原市に供給開始。同時に旧高田瓦斯株式会社を現社名の大和ガス株式会社に変更。
- 1970年 - 需要家件数1万件突破。
- 1972年 - 旧當麻町へ供給開始。
- 1973年 - 旧新庄町へ供給開始。
- 1979年 - 大和液化ガス株式会社（現大和ガス住宅設備株式会社）設立。
- 1981年 - 桜井市へ供給開始。
- 1982年 - 需要家件数3万件突破。
- 1987年 - 大和ガス新社屋完成及び研修棟完成。
- 1994年 - 需要家件数5万件突破。
- 1997年 - 御所市へ供給開始。

## その他
- 地方の中堅ガス事業者ではあるが、四大都市ガス事業者と同じようにクレジットカードでの支払いも可能である。
- 自社の軟式野球部を母体に結成された社会人野球のクラブチームである大和高田クラブは2001年・2002年と全日本クラブ選手権を連覇、2010年には悲願の都市対抗野球初出場を果たすなど、日本有数の強豪クラブチームに成長している。選手はほぼ全員、同社に勤務している。
- 会長が寺尾常史（現錣山部屋親方）と旧知の仲であった縁で、毎年大阪場所の際には、自社の敷地内に宿舎が置かれ、見学客で賑わっている。